# 天下五剣

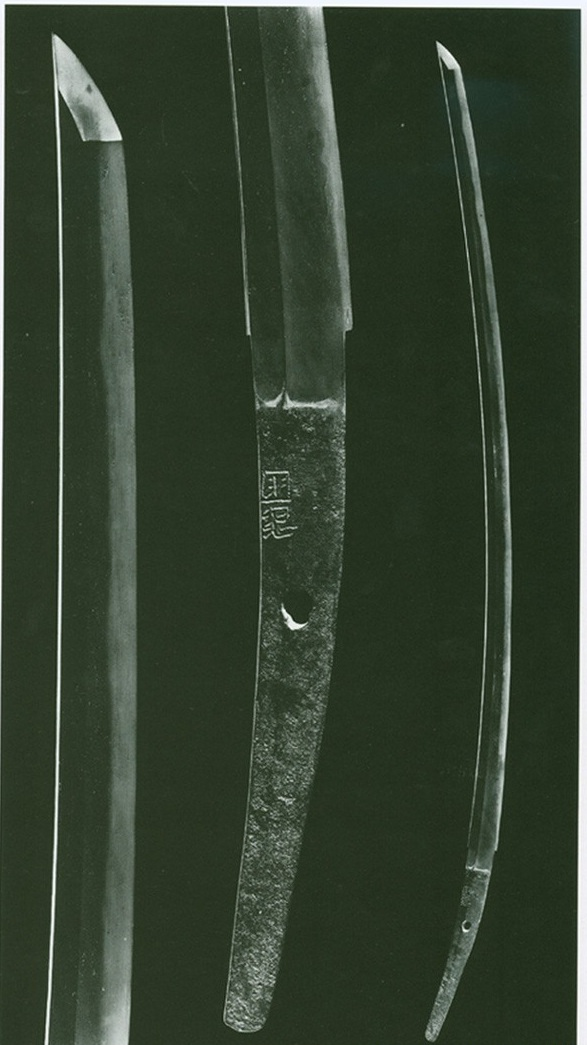
鬼丸国綱

天下五剣（てんかごけん、てんがごけん）とは、数ある日本刀の中で特に名刀といわれる5振の名物の総称。童子切・鬼丸・三日月・大典太・数珠丸の5振を指す。
この5振を一括りにした例は、遅くとも江戸時代に成立した刀剣書『享保名物帳』の写本の一つである『諸家名剣集』に見えており、5振のそれぞれに「天下出群之名剣五振之内也」「五振ノ内也」といった記述がある。この5振を指して、いつから「天下五剣」という名で呼ぶようになったのかは、2013年時点では判明していない。
5振の選定基準については、刀そのものの出来が抜群であるという説（『諸家名剣集』・『名劔伝』・福永酔剣）と、由緒伝来も加味されての選定であるという説（佐藤寒山）がある。
5振のうちどれを筆頭とするかについては、『諸家名剣集』は鬼丸を「五振之内随一」と評し、佐藤寒山は童子切を「日本刀中の“横綱”」と評している。

## 由来
天下五剣は室町時代から安土桃山時代頃に成立したという説が広く論じられている。
しかし東京国立博物館研究員の立道惠子は、『渡邊誠一郎氏寄贈刀剣図録』の小笠原信夫による解説から「三日月宗近は室町時代以来天下五剣の一と称されたというが、実際に天下五剣の名がいつ頃から起ったか明らかではない」という指摘を引用しつつ、天下五剣がいつ頃どのようにして選ばれたのか、その典拠であると一致して認められている資料は未だ明らかになっていないとしている。
近世以前の資料としては『諸家名剣集』の他に、江戸後期の刀剣書『名劔伝』がある。『名劔伝』は名物刀剣のリストを載せているが、その先頭に三日月・鬼丸・数珠丸・大典太・童子切を並べて記載し、それぞれの号に朱点を付して「五振ノ内」「天下出群ノ名ケン五振ノ内ノモノ　諸家名剣集ニ同じ」と注釈している。
日本刀研究家の福永酔剣による『日本刀大百科事典』(1993年）ではこれらを受けてか、天下五剣とは「天下出群の名刀五振り」であると説明されている。
日本刀研究家の佐藤寒山は、「この五口の太刀はそれぞれ天下の大名刀ではあるが、今数えたならば必ずしも全部が全部、異論なく五本の指に入るか否かは別として、名刀プラス由緒伝来というようなことから、数え上げられたものであろう」としている。
日本刀研究家の廣井雄一は「天下五剣が名品であることに疑いはないが、トップ5といわれれば疑問に思う人もいるだろうし、なにより圧倒的物量を誇る備前刀が1口も入っていないのは選択基準の偏りを感じさせる」と述べている。

## 一覧
| 号     | 読み       | 指定       | 銘     | 作   | 備考                                            |
| ------ | ---------- | ---------- | ------ | ---- | ----------------------------------------------- |
| 童子切 | どうじぎり | 国宝       | 安綱   | 安綱 | 太刀・刃長79.9cm・反り2.7cm・東京国立博物館所蔵 |
| 鬼丸   | おにまる   |            | 國綱   | 國綱 | 太刀・刃長78.2cm・反り3.2cm・御物               |
| 三日月 | みかづき   | 国宝       | 三条   | 宗近 | 太刀・刃長80cm・反り2.7cm・東京国立博物館所蔵   |
| 大典太 | おおでんた | 国宝       | 光世作 | 光世 | 太刀・刃長65.75cm・反り2.7cm・前田育徳会所蔵    |
| 数珠丸 | じゅずまる | 重要文化財 | 恒次   | 恒次 | 太刀・刃長81.1cm・反り3.0cm・本興寺所蔵         |

『諸家名剣集』では5振の由来を書き留めたそれぞれの項目の末尾に、以下のような一文がある。
- 三日月宗近　　　「右五振之内也」
- 鬼丸国綱　　　　「右五振之内随一と申也」
- 童子切安綱　　　「誠ニ天下出群之名刀ニテ右五振之内也」
- 珠数丸青江恒次　「是又天下出群之名釖にて右五振の内也」
- 大伝太三池　　　「是又天下出群之名剣五振之内也」

なお、佐藤寒山は、『日本の刀剣』（至文堂、 1961年）や『新・日本名刀100選』（秋田書店、1990年）のあるページの中で、「室町時代天下五剣とは、童子切安綱、大典太光世、三日月宗近、数珠丸恒次、一期一振吉光のことである」と鬼丸国綱を外した記述を残している。しかし同じ『新・日本名刀100選』の別のページでは、大典太光世・鬼丸国綱・数珠丸恒次・三日月宗近・童子切安綱を天下五剣と称せられた程の名刀であると、鬼丸国綱を含めた天下五剣を示しており、同一書籍内で矛盾する記述が見受けられる。